# Mount Constance

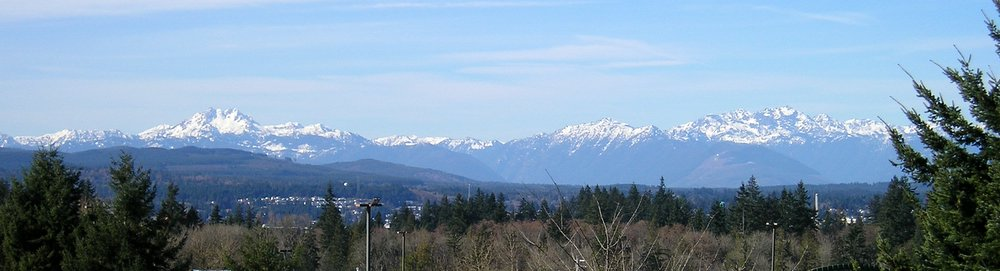
Die Olympic Mountains von Osten her gesehen (Die „Brothers“ mit ihrer Doppelspitze sind links zu sehen, rechts der Mount Constance)

Mount Constance ist ein 2364 m hoher Berg in den Olympic Mountains im US-Bundesstaat Washington.
Er ist der dritthöchste Berg der Olympic Mountains, besteht aus Basaltstein und entstand im Eozän.
Mount Constance wurde erstmals im Jahr 1922 von Robert Schellin bestiegen.